# خلية مقعرة

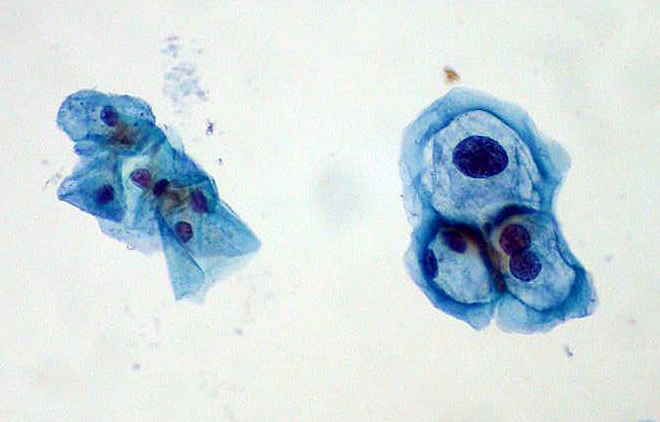
لطاخة بابانيكولاو رَقيقة تتضمن مجموعة من الخلايا العنقية السَليمة على اليسار وَتُظهر خلايا مُصابة بفيروس الورم الحليمي البشري، حيثُ تُظهر هذه الخلايا الملامح النموذجية للخلايا المُقعرة، فهيَ ضخمة النواة (ضعفين أو ثلاثة أضعاف) وَهُناك فرط في الانصباغ.

الخلية المُقعرة (بالإنجليزية: Koilocyte)‏ هي خَلية طلائية حرشفية حصلَ لها عدد من التَغيرات الهَيكلية نتيجةً لإصابتها بفيروس الورم الحليمي البشري.
يُمكن العثور على الخلايا المُقعرة في بعض الحالات محتملة التسرطن، مِثل خلل التنسج العنقي وَالأورام داخل الظِهارة وَالسرطان الفموي البلعومي موجب الفيروس الحليمي البشري.

## تقعر الخلايا
تَقَعُر الخلايا (بالإنجليزية: Koilocytosis)‏ أو الخلايا المُقعرة اللانمطية (بالإنجليزية: koilocytic atypia)‏ أو التقعر الخلوي اللانمطي (بالإنجليزية: Koilocytotic atypia)‏ هوَ مُصطلح يُستخدم في علم الأنسجة وَعلم الأمراض الخلوي لِوصف العينات التي تحتوي على خلايا مُقعرة.
يُمكن أن تمتلك الخلايا المُقعرة التغيرات الخلوية التالية:
- ضَخامة نووية (من 2 إلى 3 مرات أكبر من الحجم الطبيعي).
- عدم انتظام مُحيط الغشاء النووي.
- ظهور نمط داكن عندَ صبغ النواة بدلاً من النمط الطبيعي، ويُعرف هذا النمط باسم فرط الانصباغ.
- ظهور منطقة داكنة حولَ النواة، وتُعرف هذه المنطقة باسم الهالة حولَ النُواة أو الهالة المُحيطة بالنواة.

تُسمى هذه التغييرات مُجتمعة باسم تأثير الاعتلال الخلوي، وهوَ يُشير إلى التغيرات التنكسية في الخلايا خاصة في مجال زراعة الأنسجة وقد ترافق تكرار فيروسات معينة.
عندَ فحص العينات خلوياً، يظهر تقعر الخلايا الطفيفة بشكل مميز في نظام بيثيسدا، أما الخلايا المُقعرة غير المُتمايزة فإنها تمتلك نواة ضخمة مُفرطة الانصباغ.

## تفسيرات
تحدث التغيرات الخَلوية في حال وجود فيروس الورم الحليمي البشري، وفي بعض الأحيان من الممكن أن تؤدي إلى خلل التنسج العنقي، وإذا تُركت من غير علاج فإنها ستتطور إلى سرطان خَبيث.